# جوزایا وج‌وود دوم

جوزایا وج‌وود دوم اثر ویلیام اوون.

جوزایا وج‌وود دوم (به انگلیسی: Josiah Wedgwood II)،(زاده ۳ آوریل ۱۷۶۹ – درگذشته ۱۲ ژوئیه ۱۸۴۳)، پسر سفالگر انگلیسی جوزایا وج‌وود بود که کار پدرش را ادامه دادو از سال ۱۸۳۲ تا ۱۸۳۵ نماینده مجلس و همچنین طرفدار لغو برده‌داری در بریتانیا بود.